# Hackpad

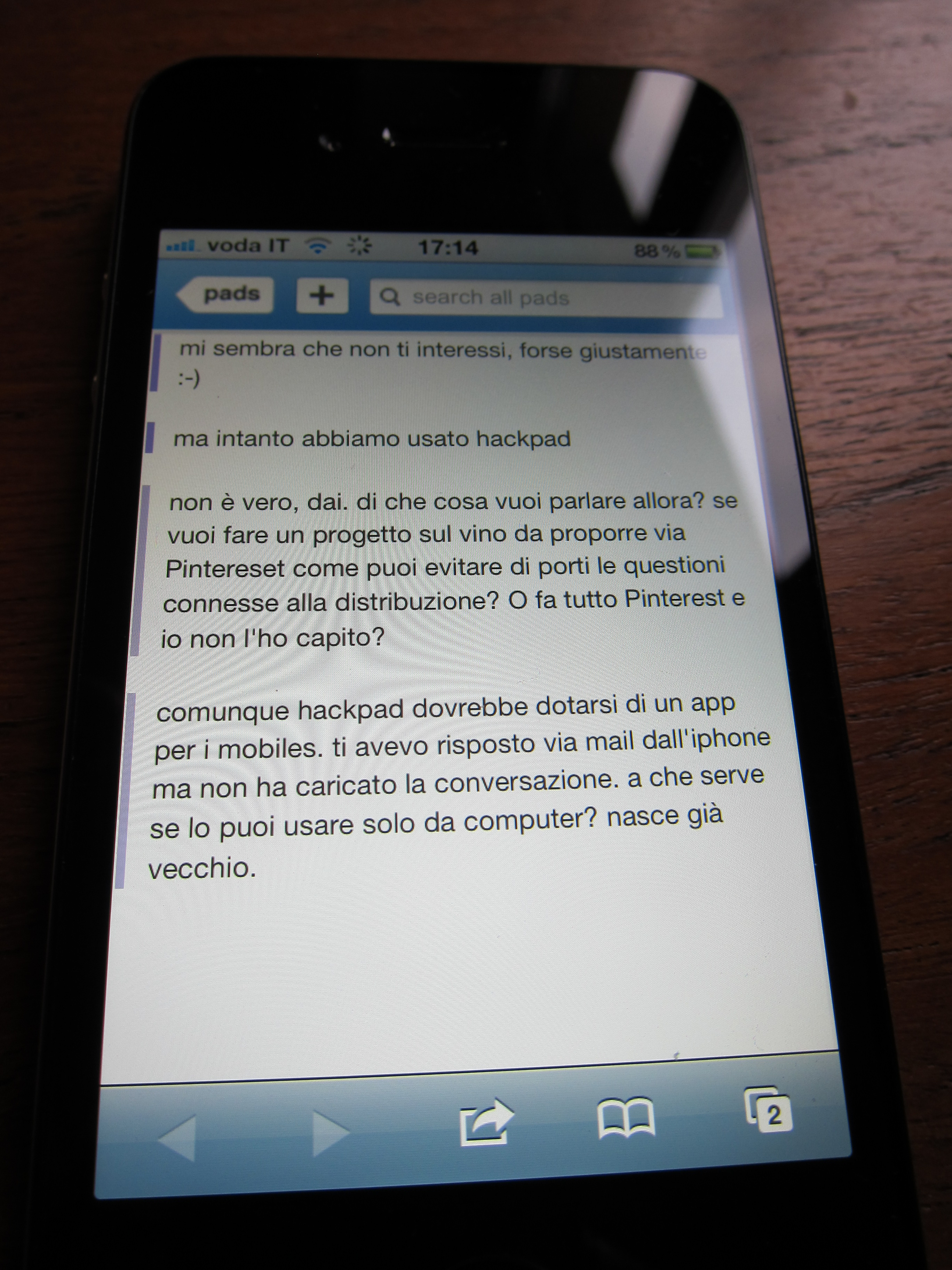

Hackpad是一個协同实时文本编辑器的网络应用程序，是從Etherpad分叉產生的軟體。
2010年代許多著名新創公司的Wiki系統是使用Hackpad，像是Airbnb、Stripe及Upworthy。
Dropbox在2014年4月收購了Hackpad，在2015年4月時宣佈將Hackpad以開放原始碼軟體方式釋出，原始碼在2015年8月公布在Github，授權條款是Apache许可证 2.0。Dropbox在2017年4月25日宣佈Hackpad服務會在同年7月19日結束，用戶會永久移轉到Dropbox Paper。

## 外部連結
- 官方网站